# Kreissparkasse Waiblingen
Die Kreissparkasse Waiblingen ist eine öffentlich-rechtliche Sparkasse mit Sitz in Waiblingen in Baden-Württemberg. Ihr Geschäftsgebiet ist der Rems-Murr-Kreis.

## Organisationsstruktur
Die Kreissparkasse Waiblingen ist eine Anstalt des öffentlichen Rechts. Rechtsgrundlagen sind das Sparkassengesetz für Baden-Württemberg und die durch den Verwaltungsrat der Kreissparkasse erlassene Satzung. Organe der Kreissparkasse sind der Vorstand, der Verwaltungsrat und der Kreditausschuss.

## Geschäftsausrichtung und Geschäftserfolg
Die Kreissparkasse Waiblingen betreibt als Sparkasse das Universalbankgeschäft. Die Kreissparkasse Waiblingen wies im Geschäftsjahr 2024 eine Bilanzsumme von 11,054 Mrd. Euro aus und verfügte über Kundeneinlagen von 7,778 Mrd. Euro. Gemäß der Sparkassenrangliste 2024 liegt sie nach Bilanzsumme auf Rang 28. Sie unterhält 66 Filialen/Selbstbedienungsstandorte und beschäftigt 1.344 Mitarbeiter.

## Sparkassen-Finanzgruppe
Die Kreissparkasse Waiblingen ist Teil der Sparkassen-Finanzgruppe. Die Sparkasse vertreibt daher Bausparverträge der regionalen Landesbausparkasse LBS, offene Investmentfonds der DekaBank und vermittelt Versicherungen der SV SparkassenVersicherung. Im Bereich des Leasing arbeitet die Kreissparkasse Waiblingen mit der Deutschen Leasing zusammen. Zuständige Landesbank ist die Landesbank Baden-Württemberg. Die Landesbank fungiert unter anderem als Verrechnungsstelle für den bargeldlosen Zahlungsverkehr und dient der Anlage von Liquiditätsreserven der Kreissparkasse Waiblingen.

## Geschichte
Schon vor mehr als 130 Jahren wurden von den damaligen Oberämtern die Vorläufer der heutigen Kreissparkasse ins Leben gerufen. So entstand 1880 die Oberamtssparkasse Backnang und 1894 die Oberamtssparkasse Waiblingen. Mit der Einrichtung sogenannter Oberamtsspar- und Leihkassen sollte für die „ärmeren Bevölkerungskreise eine Möglichkeit zur Ansammlung kleinerer Beträge für die Wechselfälle des Lebens geschaffen und durch Kredite zu seriösen Konditionen dem sich ausbreitenden Kreditwucher Einhalt geboten werden.“
In der über 130-jährigen Sparkassengeschichte hat sich das Geschäftsgebiet der Sparkasse wiederholt verändert. 1938 schlossen sich im Zuge der Landesneueinteilung die Kreissparkassen Schorndorf, Waiblingen und Welzheim zusammen. Im Zuge der Kreisreform in Baden-Württemberg fusionierten dann die Kreissparkassen Backnang und Waiblingen 1974 zur heutigen Kreissparkasse Waiblingen.